# Tridenchthonius serrulatus
Espèce
Synonymes
- Chthonius serrulatus Silvestri, 1918

Tridenchthonius serrulatus est une espèce de pseudoscorpions de la famille des Tridenchthoniidae.

## Distribution
Cette espèce se rencontre au Nigeria, en Côte d'Ivoire et en Guinée.

## Description
Le mâle décrit par Chamberlin et Chamberlin en 1945 mesure 1,02 mm et la femelle 1,32 mm.

## Publication originale
- Silvestri, 1918 : Contribuzione alla conoscenza die termitidi e termitofili dell'Africa occidentale. II. Termitofili. Parte prima. Bollettino del Laboratoria di Zoologia Generale e Agraria della R. Scuola sup. d'Agricoltura, Portici, sér. 2, vol. 12, p. 287-346.